# Mastrus oshimensis
Mastrus oshimensis är en stekelart som först beskrevs av Tohru Uchida 1930.  Mastrus oshimensis ingår i släktet Mastrus och familjen brokparasitsteklar. Inga underarter finns listade i Catalogue of Life.